# 后平植羽瘿螨属
后平植羽瘿螨属（学名：Metaplatyphytoptus）为瘿螨科的一个属。

## 下级分类
本属包括以下物种：
- 砂仁后平植羽瘿螨 Metaplatyphytoptus amomi Hong et Kuang
- 马尾松后平植羽瘿螨 Metaplatyphytoptus masonianae [1]